# Stelis acuifera
Stelis acuifera är en orkidéart som beskrevs av John Lindley. Stelis acuifera ingår i släktet Stelis och familjen orkidéer. Inga underarter finns listade i Catalogue of Life.